# سیارک ۱۸۸۷۱
سیارک ۱۸۸۷۱ (به انگلیسی: 18871 Grauer، نامگذاری:1999VQ12) هجده هزار و هشتصد و هفتاد و یکمین سیارک کشف شده‌است که در ۱۱ نوامبر ۱۹۹۹ کشف شد.
قدر مطلق سیارک برابر ۴۴.۶ است.